# المحافظة الجديدة: لماذا نحتاجها
المحافظة الجديدة: لماذا نحتاجها هو كتاب صدر في عام 2006 لدوغلاس موراي، حيث يجادل المؤلف في أن المحافظين الجدد يقدمون منصة متماسكة يمكن من خلالها معالجة الإبادة الجماعية والديكتاتوريات وانتهاكات حقوق الإنسان في العالم الحديث، وأن المصطلحين «المحافظين الجدد» و«المحافظة الجديدة» غالبًا ما يساء فهمها وتحريفها على حدٍ سواء، وأن المحافظين الجدد يمكن أن يلعبوا دورًا تقدميًا في سياق السياسة البريطانية الحديثة.
ووصفت وحدة الشؤون الاجتماعية الكتاب بأنه «دفاع قوي عن الفلسفة السياسية الأكثر إثارة للجدل في عصرنا».

## الخلفية
في مقابلة عام 2006، أوضح موراي أنه كتب الكتاب:«"لأنني كنت محبطًا بشكل متزايد من أن الجدل في الغرب قد وصل بالفعل إلى منحدر منخفض لدرجة أن معظم مصطلحاتنا التعريفية ضاعت؛ أعني حقيقة أن أصبحت كلمة "المحافظين الجدد" التي كانت وما زالت مصطلحًا دقيقًا إلى حد ما، مجرد مصطلح للإشارة إلى شخص ما على أنه من دعاة حرب أو يميني متطرف مؤيد للحزب الجمهوري. أريد أولاً وقبل كل شيء أن أشرح من هم المحافظون الجدد وما ليسوا هم ... ما هي المحافظين الجدد وما هو ليس كذلك ... لإظهار الناس حقًا بعيدًا عن كونهم نوعًا من العبادة أو الزمرة المرعبة ... المحافظون الجدد مثلي يؤمنون بأشياء معينة وينظرون إلى العالم من نواحٍ معينة. أعتقد أن الكثير والكثير من الناس يشاركوننا الرأي - ليس من الصعب على الناس أن يروا أنه ليس من التحيز اعتبار الديمقراطيات والاستبداد على مستويات أخلاقية مختلفة"».